# Habus ibn Maksan
al-Muzaffar Ḥabūs ibn Māksan ibn Zāwī ibn Zīrī ibn Manād al-Ṣanhājī (in arabo زاوي بن زيري بن مناد الصنهاجي‎?; ... – Granada, 1038), fu un sultano ziride della Ta'ifa di Granada in al-Andalus (Spagna islamica) dal 1019 al 1038.

## Biografia
Nel 1019 Zāwī ibn Zīrī, il fondatore della dinastia degli Ziridi di Granada della Ta'ifa di Granada, partì per il Maghreb, secondo Ibn Khaldun perché pentito per gli eccessi e le atrocità commesse dai suoi uomini durante la guerra civile in al-Andalus, temendo che una vendetta divina potesse portare alla rovina del regno che aveva creato. Altre teorie dicono che invece voleva semplicemente conquistare il Maghreb e unire tutti i domini Ziridi sotto il suo controllo. Prima di partire lasciò come governatore suo figlio Buluggīn ibn Zāwī, che divenne presto impopolare e venne sostituito dal cugino Ḥabūs ibn Māksan che era stato fino a quel momento governatore di Jaén e Iznájar.
Riorganizzò l'esercito sul modello del Califfato di Cordova, divise il suo regno in distretti militari dove ogni governatore locale doveva reclutare una quota di soldati proporzionale alla dimensione e alla popolazione del territorio, e iniziò la fortificazione di Granada. Il suo esercito era formato da berberi Ṣanhāja e Zanata, e da schiavi neri ed europei.
Il regno di Ḥabūs fu relativamente lungo e piuttosto tranquillo.
Dopo il periodo di anarchia scoppiato a seguito della caduta del Califfato di Cordova, molti ebrei lasciarono Cordova e la regione circostante  per rifugiarsi a Granada. Tra di questi ci fu Samuel ibn Naghrela che divenne il segretario del visir Abū l-Qāsim ibn al-ʿArif. Nel 1027, il visir, in punto di morte, confessò a Ḥabūs che i suoi successi furono dovuti principalmente al suo segretario ebreo. Ḥabūs nel 1030 nominò quindi Samuel ibn Naghrela visir.
Morì nell'estate del 1038 e gli succedette al trono il figlio Bādīs b. Ḥabūs.